# Ambulyx schauffelbergeri
Ambulyx schauffelbergeri är en fjärilsart som beskrevs av John Henry Leech 1898. Ambulyx schauffelbergeri ingår i släktet Ambulyx och familjen svärmare. Inga underarter finns listade i Catalogue of Life.